# Gymnothorax herrei
Gymnothorax herrei is een straalvinnige vissensoort uit de familie van murenen (Muraenidae). De wetenschappelijke naam van de soort is voor het eerst geldig gepubliceerd in 1933 door Beebe & Tee-Van.